# JimJam
Детският канал JimJam представя програмен микс от най-любимите анимации, музикални филми, куклени шоупрограми и завладяващи приказни истории в света.
JimJam излъчва най-обичаните и най-утвърдените програми в детската телевизия, сред които са „Thomas and Friends™“, „Bob the Builder™“, „Fireman Sam™“, „Angelina Ballerina™“ и „Barney and Friends™“. Clifford the Big Red Dog™ (2019)“. Най-подходящ за малките зрители на възраст между 1 и 4 години, JimJam помага на родителите и детегледачите да създадат стимулираща и сигурна среда, в която подрастващото поколение може да научава нови неща. Локализацията на канала осигурява на децата възможността да възприемат магията от екрана на техния собствен език. JimJam стартира през 2006 г. по SKY Italia, достигайки до над четири милиона абонати.